# Auguste Bille
Auguste Bille est un avocat et homme politique suisse né le 10 juillet 1796 à La Chaux-de-Fonds et mort le 25 septembre 1848 à Berne. Modéré, il promeut l'avénement de la République dans le canton de Neuchâtel. 

## Biographie
Auguste Wuille-dit-Bille, parfois Vuille-dit-Bille (il fait usage de ce nom jusqu'en 1822) naît le 10 juillet 1796 à La Chaux-de-Fonds dans la principauté de Neuchâtel. Son père Ferdinand Wuille-dit-Bille tient un comptoir d'horlogerie. Sa mère se nomme Marianne Ducommun ; de leurs nombreux enfants, deux autres seulement atteignent l'âge adulte : Ferdinand l'aîné et Ulysse le benjamin. Auguste a une santé fragile : le rachitisme dont il souffre en fait un enfant malingre et le rend bossu.
Studieux et intelligent, il part mener des études de droit à Fribourg-en-Brisgau, Besançon puis Genève. Devenu avocat, il s'installe dans sa ville natale, où il est surveillé par les autorités à partir de 1817 en raison de ses idées républicaines. Il fait office de secrétaire de la communauté de La Chaux-de-Fonds en 1828 et se lance en politique fin janvier 1831, proposant l'instauration d'un organe législatif cantonal élu démocratiquement en remplacement des Audiences générales. L'idée est acceptée dans la ville, au Locle et à Valangin et Auguste Bille est élu lors de la mise en place de cette assemblée en juin, malgré la désapprobation des autorités prussiennes. Plutôt légaliste et modéré par nature, il ne s'associe pas aux actions armées menées par Alphonse Bourquin et ses partisans, comme la prise du château de Neuchâtel en septembre 1831, ce qui ne lui évite pas une arrestation en décembre de la même année, et une condamnation par un tribunal militaire de Neuchâtel à deux ans de prison et quatre de bannissement,.
Libéré en 1834, il vit quelque temps à Bienne, à Marseille, puis s'installe à Berne où il travaille à la chancellerie du canton puis au Département de justice et police. Le 2 octobre 1838 il y épouse Marie Marguerite Elisabeth Stämpfli, fille de Friedrich Samuel,. De santé fragile, il y meurt le 25 septembre 1848.